# Edoardo Soleri
Edoardo Soleri (Rome, 19 oktober 1997) is een Italiaans voetballer die als aanvaller speelt. Hij verruilde medio 2024 Palermo voor Spezia Calcio. Soleri kwam in de eerste helft van het seizoen 2018/19 op huurbasis uit voor Almere City. 

## Clubcarrière
Soleri is een product van de jeugdopleiding van AS Roma. Hij maakte op 29 september 2015 zijn debuut in de UEFA Champions League tegen BATE Borisov. Soleri kwam na 92 minuten het veld in als vervanger van Alessandro Florenzi. AS Roma verloor de wedstrijd met 3−2.
Op 30 juni 2017 werd Soleri voor de duur van één seizoen verhuurd aan Spezia Calcio, dat daarbij ook een optie tot koop bedong. Begin 2018 werd hij doorverhuurd aan het Spaanse UD Almería. In het seizoen 2018/2019 werd Soleri verhuurd aan Almere City FC. In januari keerde Soleri, die op dat moment na Niek Vossebelt de best scorende speler van Almere was, vervroegd terug naar AS Roma. In veertien wedstrijden wist hij vijfmaal doel te treffen. Na nog een verhuurperiode bij SC Braga B besloot AS Roma zijn aflopende contract niet te verlengen. Hij tekende op 10 juli 2019 voor drie seizoenen bij Serie C-club Padova.

## Statistieken
| Seizoen | Club            | Land               | Competitie         | Competitie | Competitie | Beker | Beker | Internationaal | Internationaal | Totaal | Totaal |
| Seizoen | Club            | Land               | Competitie         | Wed.       | Dlp.       | Wed.  | Dlp.  | Wed.           | Dlp.           | Wed.   | Dlp.   |
| ------- | --------------- | ------------------ | ------------------ | ---------- | ---------- | ----- | ----- | -------------- | -------------- | ------ | ------ |
| 2015/16 | AS Roma         | Vlag van Italië    | Serie A            | 0          | 0          | 0     | 0     | 1              | 0              | 1      | 0      |
| 2016/17 | AS Roma         | Vlag van Italië    | Serie A            | 0          | 0          | 0     | 0     | 0              | 0              | 0      | 0      |
| 2017/18 | → Spezia Calcio | Vlag van Italië    | Serie B            | 5          | 0          | 1     | 0     | −              | −              | 7      | 0      |
| 2017/18 | → UD Almería    | Vlag van Spanje    | Segunda División A | 11         | 2          | 0     | 0     | −              | −              | 11     | 2      |
| 2018/19 | Almere City     | Vlag van Nederland | Eerste Divisie     | 14         | 5          | 2     | 0     | −              | −              | 16     | 5      |
| 2018/19 | SC Braga B      | Vlag van Portugal  | Segunda Liga       | 3          | 0          | −     | −     | −              | −              | 3      | 0      |